# Акора
Акора — ранньофеодальне афганське князівство, одна з перших держав афганців. 
Виникло в XVI столітті в племені хаттак, що заселяло частину Пешаварської рівнини та східний Кохат на правобережжі Інду. Засновник князівства — малік Акор, вождь племені, який отримав джаґір від правителя Могольської імперії Акбара за охорону караванного шляху, що проходив через землі хаттаків. Найвідомішим наступником маліка Акора був Хушхатль-хан Хаттак який очолив повстання проти імперії, яке завершилося поразкою повстанців. В 1739 році Акора визнала владу Надір-шаха Афшара. Наприкінці 1747 року була включена до складу афганської держави Дурра.